# Науково-дослідний інститут інтелектуальної власності
Науково-дослідний інститут інтелектуальної власності (НДІ інтелектуальної власності) НАПрН України — НДІ, що входить до складу Національної академії правових наук України.

## Історія
Науково-дослідний інститут інтелектуальної власності було створено 29 травня 2001 року Кабінетом Міністрів України у складі Академії правових наук України (нині — Національної академії правових наук України) за ініціативи Президента Академії правових наук України, академіка В. Я. Тація та за підтримки Міністерства освіти і науки, Міністерства юстиції України.

## Завдання
- проведення фундаментальних та прикладних наукових досліджень у сфері інтелектуальної власності;
- участь у розробленні концепцій, проектів законів та інших нормативно-правових актів з питань інтелектуальної власності;
- проведення науково-правових та судових експертиз, пов'язаних з об'єктами інтелектуальної власності;
- проведення експертної оцінки щодо: об'єктів інтелектуальної власності; майнових прав; майна; цілісно-майнових комплексів; цінних паперів; бізнесу суб'єктів господарської діяльності тощо;
- надання допомоги при складанні документів для проходження процедур реєстрації прав інтелектуальної власності на об'єкти авторського, патентного права та інші об'єкти права інтелектуальної власності;
- надання консультацій з питань інтелектуальної власності, в тому числі безкоштовних на сайті Інституту;
- підготовка наукових кадрів, втому числі в рамках аспірантури (наказом Міністерства освіти і науки України від 23 лютого 2005 року № 110 відкрито аспірантуру за спеціальністю 12.00.03 — цивільне право і цивільний процес; сімейне право; міжнародне приватне право);
- розробка та підготовка науково-практичних, інформаційних та методичних матеріалів у сфері інтелектуальної власності, видання та розповсюдження журналу «Теорія і практика інтелектуальної власності» та іншої наукової, науково-практичної літератури;
- проведення конференцій, науково-практичних семінарів та інших науково-практичних заходів.

## Фінансування
Здійснюється в межах видатків, передбачених державним бюджетом для фінансування Академії правових наук України, та загальної чисельності працівників наукових установ Академії.

## Нагороди
За роки діяльності НДІ інтелектуальної власності НАПрНУ за вагомий внесок у справу розбудови України та високий професіоналізм" був відзначений цілим рядом відзнак, зокрема:

- Дипломом Кабінету Міністрів України та Ради підприємців України: Всеукраїнська премія «Народна шана» (2005 рік);
- Почесною відзнакою Загальноукраїнської програми «Україна. Сталий розвиток» (2006 рік);
- Почесною грамотою Міністерства економіки Автономної Республіки Крим (2007 рік);
- Дипломом "Міжнародний Академічний рейтинг популярності «Золота Фортуна» (2010 рік).

## Структура та керівництво
Директор Інституту — Дорошенко Олександр Федорович, к.ю.н., старший дослідник, судовий експерт
Заступник директора з наукової роботи — Улітіна Ольга Володимирівна, к.ю.н. 
Заступник директора з адміністративної та організаційної роботи — Дорожко Григорій Костянтинович, к.т.н., доцент  
Радник при дирекції — Мироненко Наталія Михайлівна, д.ю.н., професор, член-кореспондент НАПрН України, заслужений юрист України 
Вчений секретар — Федорова Надія Вікторівна, к.ю.н.

## Наукові відділи
Відділ промислової власності і комерціалізації ОІВ
Завідувачка відділом — Тверезенко Олена Олексіївна, к.ю.н. 
Сектор комерціалізації ОІВ очолює Міщенко Ірина Миколаївна, к.е.н.   
Відділ авторського права і суміжних прав
Завідувачка відділом — Штефан Анна Сергіївна, д.ю.н., ст. досл. 
Сектор розпорядження авторськими та суміжними правами очолює Троцька Валентина Миколаївна, к.ю.н. 

Відділ дослідження прав ІВ та прав людини у сфері охорони здоров'я
Завідувачка відділом — Кашинцева Оксана Юріївна, к.ю.н., доцент 

Відділ захисту прав ІВ
 Завідувач відділом — Шабалін Андрій Валерійович, к.ю.н., ст. досл.

Центр правового забезпечення розвитку науки і технологій
Завідувачка центру — Яковець Ірина Станіславівна, д.ю.н., с.н.с.                        
Головний бухгалтер  — Турчанінова Ірина Леонідівна, к.е.н.
Відповідальна за аспірантуру  — Кравець Людмила Вікторівна 
Відповідальна за тендери  — Недогібченко Євгенія Григорівна 
Гарант ОНП — Мироненко Наталія Михайлівна, д.ю.н., професор 
Відповідальна за атестацію PhD — Троцька Валентина Миколаївна, к.ю.н. 

## Діяльність
Науково-дослідний інститут інтелектуальної власності понад 20 років успішно працює у сфері розробки та удосконалення законодавста з інтелектуальної власності, здійснює прикладну та дослідницьку діяльність в галузі, ініціює та підтримує освітні та просвітницькі проекти для популяризації права інтелектуальної власності в Україні, сприяння науково-технічному прогресу та збільшення внеску України в розвиток світової науки і техніки. 
Інститутом засновано журнал «Теорія і практика інтелектуальної власності».